# 方晓天
方晓天（1925年—），女，山西晋城人，中国歌剧表演艺术家、导演，中央歌剧院演员、导演，第二、三、四、五届全国政协委员。